# Mattholm och Lenholmen
Mattholm och Lenholmen är två sammanväxta öar i Finland. De ligger i  kommunen Pargas i den ekonomiska regionen  Åboland i landskapet Egentliga Finland, i den sydvästra delen av landet. Öarna ligger omkring 23 kilometer söder om Åbo och omkring 150 kilometer väster om Helsingfors.
Öarnas sammanlagda area är 2,31 kvadratkilometer och deras totala längd är 3,2 kilometer i öst-västlig riktning. Öarna har vägförbindelser med Stortervolandet i öster och Lillmälö i väster där vägen fortsätter via vägfärja till Nagu. Det finns även en mindre väg över till Lillholmen på Lilltervo.

## Klimat
Inlandsklimat råder i trakten. Årsmedeltemperaturen i trakten är 5 °C. Den varmaste månaden är augusti, då medeltemperaturen är 16 °C, och den kallaste är januari, med −6 °C.